# Bogumił Linka

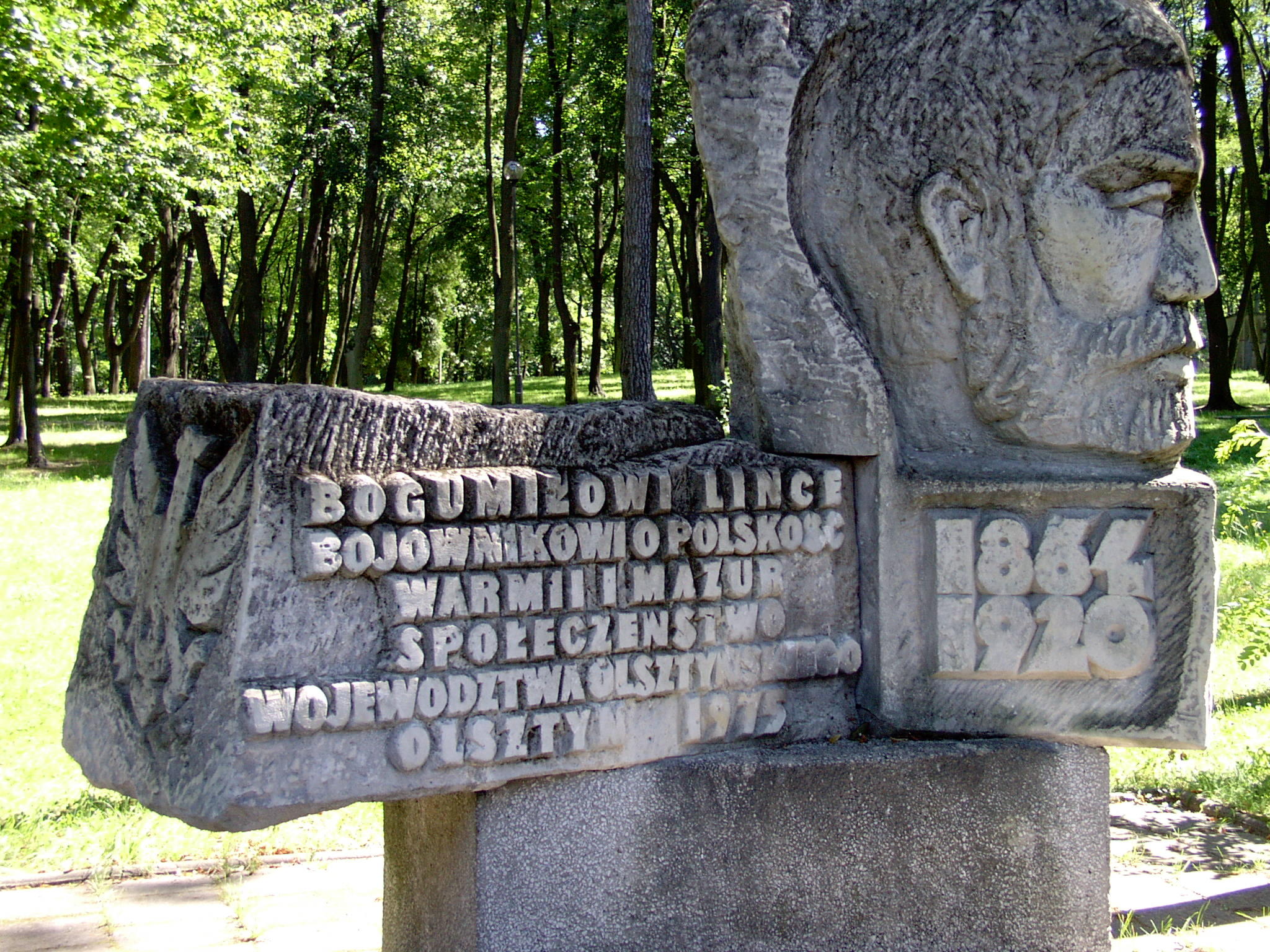
Pomnik Linki w Olsztynie

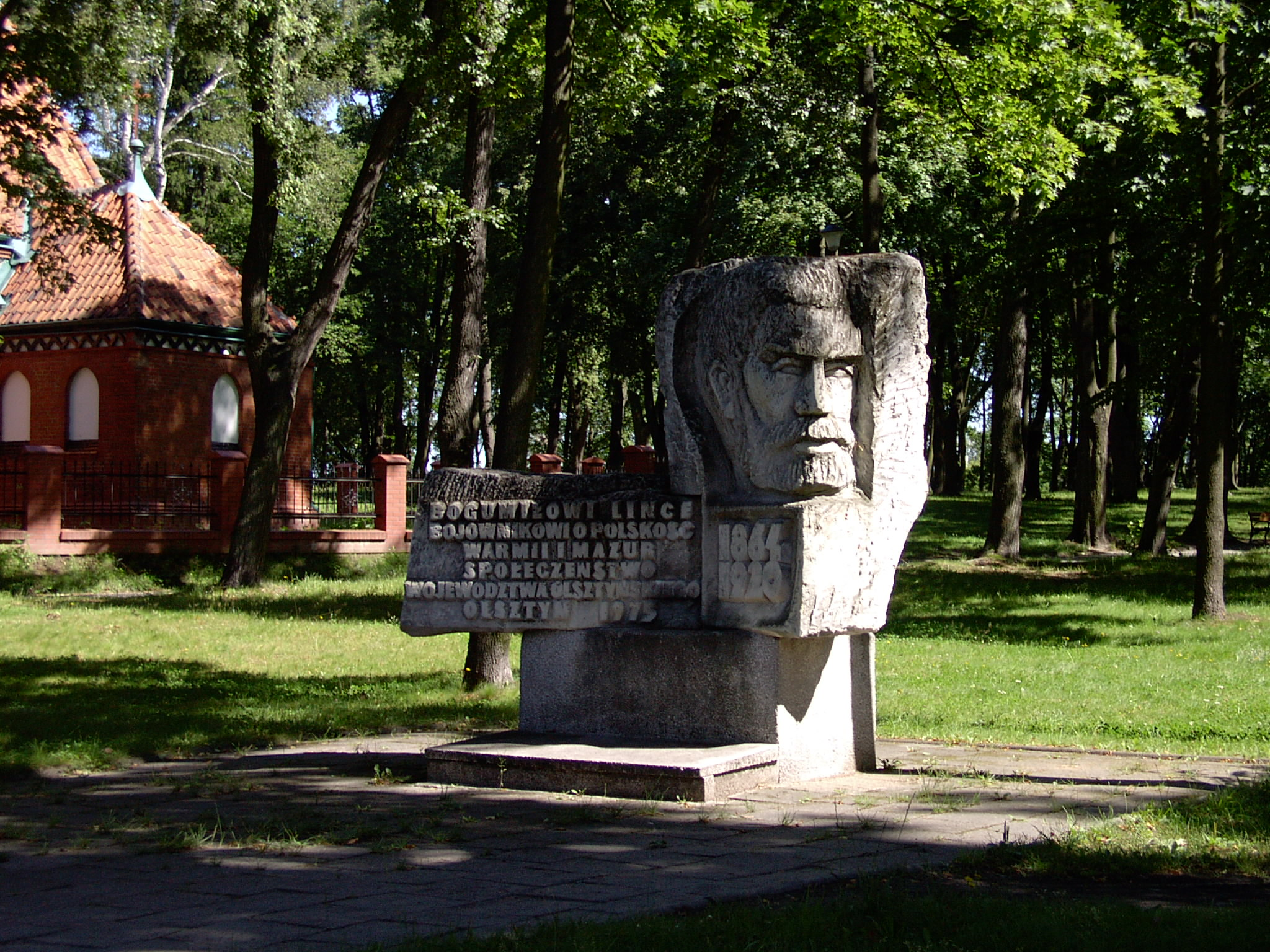
Pomnik Linki w Olsztynie

Bogumił Linka (Gottlieb Linka) (ur. 5 lutego 1865 we wsi Górki, zm. 29 marca 1920 w Olsztynie) – mazurski działacz społeczny i narodowy, prekursor oświaty rolniczej, działacz Mazurskiej Partii Ludowej (MPL), członek Rady Nadzorczej Banku Mazurskiego. W marcu 1919 r. udał się z delegacją na konferencję pokojową do Paryża, gdzie ubiegał się o dołączenie bez plebiscytu terenów Warmii i Mazur do państwa polskiego. Po powrocie delegację aresztowano za zdradę stanu, potem jednak uwolniono na żądanie marszałka F. Focha. Podczas "krwawej środy" 21 stycznia 1920 roku ciężko pobity, przewieziony do szpitala w Olsztynie zmarł na skutek obrażeń wewnętrznych.

## Życiorys
Bogumił (Gottlieb) Linka wywodził się z rodziny rolnika Samuela (wieś Górki k. Szczytna, na Mazurach). Do Wawroch przybył ok. 1895 r. i osiadł na 11 ha gospodarstwie. Jego żona Regina zajmowała się domem oraz wychowywaniem czterech synów i trzech córek. Bogumił Linka natomiast, ciężko pracując na roli, czynnie uczestniczył w życiu swojego środowiska. Bardzo szybko zyskał uznanie i poważanie wśród gospodarzy. Umiał czytać i pisać i to u niego szukano pomocy w rozwiązywaniu różnorodnych problemów. Chętnie służył pomocą, czytał podczas spotkań polskie książki oraz zdobyte czasopisma. Był prekursorem oświaty rolniczej. Od 1903 r. był członkiem Mazurskiej Partii Ludowej, piastując stanowisko wiceprzewodniczącego Komitetu Wyborczego w okręgu Szczytno – Mrągowo. Był bliskim współpracownikiem Zenona Eugeniusza Lewandowskiego w wyborach parlamentarnych w latach 1911 i 1913. W 1910 r. został członkiem Rady Nadzorczej Banku Ludowego w Szczytnie, a po dwóch latach członkiem zarządu Kółka Rolniczego w Szczytnie. W działalności społecznej domagał się poprawy położenia najniższych warstw społeczeństwa mazurskiego. Wygłaszał swoje poglądy na różnego rodzaju odczytach oraz na łamach „Mazura” – ówczesnej prasy.
Działania B. Linki w Wawrochach nabierały rozmachu, co niepokoiło władze niemieckie. Zaczęto obserwować działacza, dlatego w wielkiej tajemnicy wyruszył z Mazur z delegacją do Paryża, razem z Józefem Zapatką, Adamem Zapatką oraz Zenonem E. Lewandowskim. Celem delegacji było upomnienie się o przyłączenie Mazur do Polski (obalenie twierdzeń niemieckich o tym, że Mazury etnograficznie są Niemcami, a ich język ojczysty nie jest językiem polskim). Liczyli na to, że tereny Warmii i Mazur bez plebiscytu wejdą w skład państwa polskiego. Po powrocie z Paryża delegatów aresztowano i wdrożono przeciwko nim proces o zdradę stanu (sąd wojskowy skazał ich na półtora roku więzienia). Jednakże na żądanie marszałka F. Focha zostali wypuszczeni na wolność. Po przeszło trzech miesiącach więzienia delegaci mazurscy odzyskali wolność i w połowie sierpnia przybyli do Szczytna, uroczyście witani w siedzibie „Mazura” przez wzruszonego redaktora Kazimierza Jaroszyka: „Witam was, którzy cierpieliście jako pierwsi Mazurzy za polską sprawę. Witam imieniem całego narodu polskiego. Są ludzie, którzy was obrzucają obelgami, ale tych jest mała liczba. Miliony naszych rodaków wiedzą o waszej kaźni więziennej i ci stoją za wami i za waszą sprawą. Niechaj cierpienia wasze przyniosą dobry owoc i niech będą wiosną lepszej, przyszłości dla ludu mazurskiego”.
Pod hasłem „krwawa środa" przeszedł do historii dzień 21 stycznia 1920 roku. Mazurska Rada Ludowa razem z działającym już Mazurskim Związkiem Ludowym zwołały na ten dzień wielkie zgromadzenie, celem podjęcia uchwał dotyczących działania przedplebiscytowego. W Szczytnie wśród Niemców wrzało od wściekłości, którzy uważali Mazury za swoją ziemię. Pod bokiem ich władz miała się odbyć zbiorowa manifestacja. Sam Landrat kierował biegiem wypadków - umówił bojówkę, wydał jedzenie i picie i nakazał „zbić Linkę, ale go nie zabijać”. Zbrojni w żelazne łomy, kołki z płotów, żerdzie, szpadle i sprężyny, zakończone ołowianymi kulami, wpadli na salę obrad. Nie znali osobiście Bogumiła Linki, wskazać im go przyobiecał jego sąsiad z Wawroch, zaprzedany renegat o nazwisku Mazuch. Wyłamali drzwi wejściowe, powyrywali okna. Zaskoczeni ludzie szukali ratunku w ucieczce. Wydarzenie to opisano w „Mazurze” (11/1920): „Na podwórzu ci bandyci złapali tymczasem pana Linkego z Wawroch i wciągnąwszy go w środek pomiędzy tych rozbójników «Da ist der Hund, der in Paris gewesen»... i tego starca bezbronnego człowieka bili i jeden rozbójnik z łopatą szedł na niego i mu żebra przebił temu staremu rodzonemu Mazurowi. Mężnie i dumnie, jak prawdziwy bohater, Linka zniósł te bóle i obelgi, choć krew się jemu lała z głowy i szyi. Ledwie żył, wtenczas policjant miał łaskę pomyśleć, że już dostał dość i go poprowadził precz z tego miejsca”.
Linkę przewieziono do Wawroch w największej tajemnicy, lecz wkrótce żandarmi wpadli na jego ślady. Potrzebny był mu lekarz, więc przewieziono go do Olsztyna i oddano do katolickiej lecznicy. Lekarze orzekli tylko raka, nie zważając na ogólne kontuzje i oświadczyli konieczność operacji. Operacja się odbyła - podobno otwarto jamę brzuszną i zaszyto z powrotem z powodu beznadziejnego stanu. Ostatnią prośbą umierającego była prośba do żony, aby pochowała go w Olsztynie, gdyż wiedział, że w Wawrochach nie spoczywałby w spokoju. Zmarł 29 marca 1920 roku w Olsztynie.
Grób Bogumiła Linki, znajdujący się na cmentarzu ewangelickim przy ul. Wojska Polskiego, został przez Niemców zbezczeszczony, m.in. po pogrzebie stratowano kwiaty. Mszcząc się na rodzinie, dwóch synów Linki niemieckie sądy skazały na dziesięć lat więzienia za rzekome kłusownictwo. W 1953 r. dzięki staraniom Emilii Sukertowej-Biedrawiny, w 33 rocznicę jego śmierci, odsłonięto odnowiony nagrobek Linki.

## Odznaczenia
Uchwałą Prezydium Krajowej Rady Narodowej z dnia 29 maja 1946 „za wybitne zasługi w pracy narodowej, społecznej i kulturalno-oświatowej na Warmii i Mazurach” został pośmiertnie odznaczony Orderem Krzyża Grunwaldu III klasy.

## Upamiętnienie
W 1975 r. wzniesiono pomnik Bogumiła Linki przy dawnym cmentarzu przy ul. Wojska Polskiego.

## Literatura
- Janusz Jasiński, Linka GottIieb (Bogumił) (1865–1920), Polski Słownik Biograficzny, Wrocław-Warszawa-Kraków-Gdańsk 1972, t. 17, s. 374–375.
- Linka Bogumił [w:] Słownik biograficzny działaczy ruchu ludowego, [makieta], Warszawa 1989, s. 234.
- Elżbieta Kobus: Działacz Mazurski – Bogumił Linka. Gospodarstwo Ekoagroturystyczne „Kamez”. [dostęp 2010-10-16]. (pol.).
- Jan Chłosta: Ludzie godni pamięci : warmińsko-mazurscy patroni olsztyńskich ulic. Olsztyn: Książnica Polska, 1997. ISBN 83-85702-07-5. Brak numerów stron w książce
- Ryszard Bogucki, Linka Bogumił, [w:] W. Mierzwa (red.) Mazury. Słownik stronniczy, ilustrowany, Wyd. Retman, Dąbrówno 2008., s. 95, ISBN 978-83-923991-6-2.
- Waldemar Mierzwa: Mazury : słownik stronniczy, ilustrowany, Ryszard Bogucki, „Linka Bogumił”. Dąbrówno: Retman, 2008, s. 95. ISBN 978-83-923991-6-2.